# Langley (Virginia)
Langley es un área no incorporada en el lugar designado por el censo de McLean en el condado de Fairfax, Virginia, Estados Unidos.
La comunidad fue absorbida esencialmente a McLean hace muchos años, aunque todavía hay una Langley High School. Además de ser una ciudad dormitorio para Washington D. C., el área es la sede de la Agencia Central de Inteligencia (CIA), y la sede de la Administración Federal de Carreteras. 'Langley' es a menudo utilizado como una metonimia de la CIA.

## En cultura popular
El programa de televisión animado, American Dad!, creado por Seth MacFarlane, se encuentra en Langley Falls, Virginia. Langley Falls es la comunidad ficticia donde vive la familia Smith. Langley Falls está en Virginia en el área metropolitana de Washington D. C. El nombre de la ciudad es una composición de Langley y Great Falls, que son comunidades no incorporadas en el condado de Fairfax.
El programa de televisión Covert Affairs está ubicado en la ciudad de Langley.
Langley es mencionada en la canción "Watch the World" por Box Car Racer.
Langley también es mencionada en la canción "Party in the CIA" por "Weird Al" Yankovic y en las series de televisión Homeland, Covert Affairs y Mentes Criminales. Así como en diversas películas para el séptimo arte.
En la serie de Anime Black Lagoon en el capítulo 18, Eda perteneciente a la facción de la iglesia de la violencia, le menciona a un contrincante durante un enfrentamiento que su verdadero "hogar" es en Langley, Virgina, dándose a entender que pertenece a la CIA.
Muchos usuarios de Twitter, que utilizan el popular hashtag NAFO en apoyo a Ucrania, utilizan Langley como un lugar de broma.